# 褐背蝠鱝
褐背蝠鱝（学名：Mobula tarapacana）为蝠鲼科蝠鲼属的鱼类，分布于太平洋，模式產地為智利。棲息暖流系海域，春夏之交經常洄游於黑潮流域之臺灣西部沿海，卵胎生，最大體長有300公分。具食用價值，軟骨及魚皮可製品。又名智利蝠魟、台灣蝠鱝、飛魴仔、鷹魴。